# Le Miracle de l'amour
Hélène et les Garçons Les Vacances de l'amour
Le Miracle de l'amour est une série télévisée française en 159 épisodes de 23 minutes, créée par Jean-François Porry et diffusée du 20 février 1995 au 8 mars 1996 sur TF1. Elle est ensuite rediffusée sur RTL9, Filles TV, IDF1, NRJ 12 et AB1 notamment, en 2019.
La série est intégralement disponible sur la chaîne Youtube Génération Sitcoms depuis le 15 décembre 2019.
La série a désormais sa propre chaîne 24H24, sur la plateforme gratuite Pluto tv , depuis le 31 Mai 2021.

## Synopsis
Cette sitcom, suite d'Hélène et les Garçons, met en scène la même bande d'amis qui, maintenant, partagent une grande maison. 
De nouveaux couples se forment tandis que d'autres se déchirent. Cette série introduit également de nouveaux personnages dans la bande d'amis. Certains personnages de la série d'origine partiront en cours de route, notamment l'héroïne, Hélène Girard.

## Distribution

### Acteurs principaux
- Hélène Rollès : Hélène Girard (épisodes 1 à 8, 11 à 15 et 73 à 84)
- Patrick Puydebat : Nicolas Vernier (épisodes 1 à 4, 6 à 8, 11 à 38, 41 à 44, 47 à 65 et 70 à 84)
- Laly Meignan : Laly Pollei (épisodes 1 à 116 et 119 à 159)
- Sébastien Courivaud : Sébastien (épisodes 1 à 27, 32 à 38 et 41 à 136)
- Laure Guibert : Bénédicte Breton (épisodes 1 à 77, 79 à 98, 101 et 114 à 159)
- Philippe Vasseur : José Da Silva (épisodes 1 à 38, 42 à 89 et 98 à 159)
- Manuela Lopez : Adeline, dite « Manuela » Roquier (épisodes 1 à 8, 10 à 28, 60 à 64, 66 à 74, 76, 77, 79 à 136 et 140 à 158)
- Nicolas Bikialo : Christophe (épisodes 1 à 24, 26 à 37, 41 à 69 et 71 à 83)
- Lynda Lacoste : Linda Carlick (épisodes 26 à 35, 38 à 70, 72 à 74, 76 à 130 et 136 à 159)
- Olivier Casadesus : Olivier Legendre (épisodes 1 à 24, 26 à 37, 41 à 44, 47 à 69, 71 à 84, 87 à 92, 94 à 137, 142 à 146 et 148 à 158)
- Annette Schreiber : Cynthia Sharks (épisodes 87 à 90, 95 à 97 et 99 à 159)
- Tom Schacht : Jimmy Werner (épisodes 118 à 159)
- Karine Lollichon : Nathalie Gommez (épisodes 5, 14 à 16, 18, 22, 33, 41, 42, 44 à 48, 51, 53, 54, 56 à 58, 60, 61, 66 à 68, 74, 79, 83, 84, 87, 91, 92, 94, 98, 99, 102, 103, 105 à 107, 109, 114 à 128, 130, 131, 133 à 135, 137, 138, 140, 142 à 147, 151 à 156 et 159)

Note : c'est l'unique série de toute la saga où Johanna (Rochelle Redfield) et Christian (Sébastien Roch) n'apparaissent pas.

### Acteurs secondaires
- Emmanuel Dassier : Manu Gommez (épisodes 21 à 23, 37, 38, 42 à 47, 57 et 79 à 86)
- Alexandre Fenot : Alex (épisodes 28 à 33, 95 à 99, 101 et 102)
- Florence Rougé : Flo Da Silva (épisodes 35, 36 et 38 à 47)
- Diane Robert : Noémie (épisode 59)
- Thomas Jouannet : Bertrand Lelièvre, producteur de musique (épisodes 63 à 78)
- Virginie Caren : Aline Lemercier (épisodes 124 à 136)
- Gaëlle Le Fur : Bernadette (épisodes 16 à 19)
- Véronika Loubry : Laurence Breton (épisodes 9 à 12)
- Tony Gaultier : Gaston (épisodes 81 à 86)
- Arnaud Binard : Greg (épisodes 91 à 95)
- Cyril Aubin : Cyril (épisodes 13 à 15)
- Patrik Cottet-Moine : Le mage (épisode 20)
- Jean Ferre : Patrick
- Blanche Ravalec : Elle-même
- Antoine Mora : Thibaud
- Laurence Ragon : Aude
- Olivier Mazan : Marc (épisode 146 à 148)
- Laetitia Houel : Camille
- Christiane Ludot : Marie Girard (épisode 15)
- Bruno Le Millin : Roger Girard (épisode 15)
- Virginie Desarnauts : Virginie Girard (épisode 15)
- Magalie Madison : Annette Lampion (épisode 15)
- Pierre-Marie Carlier : Gilles

## Épisodes
1. Emménagement
2. L'une pour l'autre
3. Les fraises
4. Les grands travaux
5. À un poil près
6. Le ticket
7. Zéro lave plus blanc
8. Petite gueule d'amour
9. Drame familial
10. Chère cousine
11. Combat de coqs
12. Des souris et des garçons
13. La bonne affaire
14. Un copain encombrant
15. Tendres adieux
16. Les gaz toxiques
17. Insistance
18. Fâchés
19. Séparation
20. Confidences
21. Les rames
22. Le groupe
23. Chimères
24. Le bonheur pour tout le monde
25. Le petit poète
26. Retrouvailles
27. Feuilles de route
28. Solitudes
29. Les cartes
30. Engagement volontaire
31. L'Allemagne
32. Contre-poison
33. Le pantalon
34. La punition
35. Comme frère et sœur
36. Cœur d'artichaut
37. Le goût de vivre
38. Une matinée agitée
39. Les relous
40. Top models
41. Retour de tournée
42. L'enfant prodigue
43. L'indiscrète
44. Le changement
45. Disparitions
46. La honte
47. Les cadeaux
48. Un barbu
49. Les tarots
50. Un grand brun
51. L'erreur
52. La peine
53. Copain copain
54. Méli mélol
55. Encombrement
56. La solution
57. Trafic
58. Enquête
59. La passionnée
60. La crise de foie
61. Confusion
62. Le soupirant
63. Le producteur
64. Un manager pas comme les autres
65. L'amour fou
66. Imprévus
67. Curiosité
68. Rendez-vous
69. Le bracelet
70. Ballades
71. Giroflées
72. Le clash
73. La réconciliation impossible
74. Le retour
75. Nouvelle chanson
76. Imagine
77. Excuses
78. Miracle
79. Reprise
80. Catastrophes
81. Gaffeur
82. Soupçons
83. Ménage
84. La nouvelle
85. Boule de neige
86. Sauvetage
87. Le nouveau guitariste
88. Remous
89. Pièges
90. Nouveau départ
91. La belle vie
92. La voleuse
93. Mensonge
94. Un drôle de coco
95. La vengeance
96. Étrange souvenir
97. Cas de conscience
98. José
99. La disparition
100. Le pendule
101. La décision
102. Dépression
103. Loto
104. Nouvelle passion
105. Le démon
106. Le vent du désespoir
107. Pris au piège
108. La milliardaire
109. Une fugue inaperçue
110. Course poursuite
111. Vietnam
112. Aveux difficiles
113. La dentiste
114. Juste à temps
115. L'activateur de passion
116. Départ et jalousie
117. Valentin
118. L'ami
119. Laly… le retour
120. Un film presque parfait
121. Règlement de comptes
122. Action
123. Drame
124. À l'écoute
125. Aline
126. Confidences
127. Le doute
128. Regrets
129. Retour à la vie
130. Adieux
131. La coupe est pleine
132. Un amour pour deux
133. Amour perdu
134. Décision
135. Le choix de Sébastien
136. Le fond du désespoir
137. Trouv'bonheur
138. Baba cool
139. Pas cool
140. Une nouvelle histoire
141. Le choc
142. La descente
143. Pente dangereuse
144. L'enfer
145. Remontée
146. Armaguedon
147. Mode d'emploi
148. Comme ma sœur
149. Irrésistible
150. Deux
151. Complications
152. Fracture
153. Envoûtement
154. Folie
155. Convalescence
156. Une belle histoire
157. Faux frère
158. Amour impossible
159. Gros lot

## Générique
La chanson du générique est interprétée par Hélène Rollès comme ce fut le cas pour la série Hélène et les Garçons.

## Produits dérivés
La série est sortie intégralement en DVD chez France Loisirs en 9 volumes (2010-2011).

## Commentaires
- Cette série est la deuxième d'une tétralogie centrée sur le personnage d'Hélène Girard et ses amis. Elle fait suite à Hélène et les Garçons, dont elle reprend la plupart des personnages principaux, à commencer par Hélène, qui n'a cependant plus le rôle central qu'elle avait dans la série d'origine. Hélène quittera d'ailleurs la série en cours de route, d'abord momentanément après l'épisode 15, puis définitivement après l'épisode 84. Le départ de ce personnage est à mettre en parallèle de l'évolution de la carrière de son interprète, l'actrice Hélène Rollès, qui a délaissé les tournages pour se consacrer à sa carrière de chanteuse, avant de choisir de quitter le devant de la scène. Elle restera néanmoins l'interprète des génériques de la série jusqu'à la fin.

- D'autres acteurs importants comme Patrick Puydebat (alias Nicolas), Nicolas Bikialo (Christophe) ou, plus tardivement, Sébastien Courivaud (Sébastien), quitteront également la série en cours de route.

- Certains acteurs d'Hélène et les Garçons ont disparu dès le début du Miracle de l'amour, comme Eric Dietrich (Bruno), Caroline Hème (Taxi) et Fabrice Josso (Fabrice), leurs personnages ont d'ailleurs complètement disparu sans qu'on sache ce qu'ils sont devenus.

- D'autres acteurs de la première série encore, partis en cours de cette dernière, n'ont pas participé à cette série et sont revenus directement dans les séries suivantes (Les Vacances de l'amour et Les Mystères de l'amour), comme Rochelle Redfield (Johanna) ou Sébastien Roch (Christian alias Cricri d'amour).

- Lors de son lancement, l'audience du feuilleton est aussi bonne que celle de Hélène et les garçons, écrasant comme toujours les rediffusions de Seconde B, programmées à la même heure sur France 2. Ironiquement, Le miracle de l'amour s'est arrêté peu avant la programmation de C'est cool, le spin-off de Seconde B, qui n'a pas remporté le succès escompté. Cet arrêt s'explique parce qu'après le départ de Patrick Puydebat, le taux d'audience a nettement chuté.

- Comme c'est déjà arrivé à deux reprises avec Hélène et les garçons, TF1 a censuré une intrigue se déroulant sur plusieurs épisodes (épisodes 143 à 145). Dans cette histoire, le personnage de Manuela se fait violer par trois garçons et en cherchant à la venger, José, Olivier et Jimmy sont incarcérés. C'est finalement Laly qui oblige les trois garçons à signer une reconnaissance de viol en les menaçant avec un pistolet.

- Le Miracle de l'amour fera à son tour l'objet d'une suite avec les mêmes personnages, Les Vacances de l'amour, qui sera suivie par Les Mystères de l'amour. Bien qu'ils aient quitté la distribution du Miracle de l'amour en cours de route, Hélène Rollès et Patrick Puydebat réapparaîtront dans ces deux séries.

- Lancée à 18 heures sur TF1, juste avant la combinaison Dingue de toi (18h30) et Coucou ! (19 heures), Le Miracle de l’amour a rejoint la case de 18h30 à partir du 3 mars 1995. La grille de TF1 était alors : Une famille en or (16h15), Le Club Dorothée (16h45), Les Garçons de la plage (17h35), Premiers baisers (18 heures, remplacé très vite par Les Nouvelles Filles d'à côté), Le Miracle de l’amour (18h30) et Coucou ! (19 heures)[2].